# Mark Evans
Mark Whitmore Evans (Melbourne, 2 marzo 1956) è un bassista australiano.
Dal 1975 al 1977 fece parte degli AC/DC come bassista, partecipando alle registrazioni ed ai rispettivi tour degli album T.N.T., High Voltage, Dirty Deeds Done Dirt Cheap e Let There Be Rock. 
Evans lasciò la band nel 1977 e fu sostituito da Cliff Williams per l'album Powerage.
Dal 1978 Evans suonerà in svariate band (tra le quali Finch, Heaven e Contraband). Nel 2017 entra a far parte della band Rose Tattoo.

## Carriera

### Con gli AC/DC
Mark Whitmore Evans nacque il 2 marzo 1956 a Melbourne in Australia. Originalmente era un chitarrista e all'inizio del 1975 fu presentato agli AC/DC al Station Hotel a Melbourne dal suo amico e roadie della band, Steve McGrath. Gli AC/DC si formarono nel 1973 e rilasciarono il loro album di debutto, High Voltage, lo stesso anno. In quel periodo Malcolm Young suonava il basso in una line-up composta da quattro membri, con il fratello Angus Young alla chitarra, Phil Rudd alla batteria e Bon Scott come cantante. Evans lavorava come impiegato nella sezione pagamenti nel dipartimento del Postmaster-General quando fece l'audizione per entrare negli AC/DC. A marzo entrò nella band come bassista permettendo a Malcolm di tornare a suonare la chitarra ritmica.
Evans imparò tutte le canzoni della versione originale di High Voltage durante la notte e non incontrò Scott prima del loro concerto. La prima apparizione televisiva degli AC/DC fu, con Evans, nella serie di musica pop Countdown. Suonarono Baby, Please Don't Go con Scott vestito da scolara. Evans apparì in diversi video promozionali, tra cui quelli di It's a Long Way to the Top (If You Wanna Rock 'n' Roll) e Jailbreak. Suonò anche negli album T.N.T (1975), High Voltage (versione internazionale del 1976), Dirty Deeds Done Dirt Cheap (1976) e Let There Be Rock (1977) e nella titletrack dell'EP '74 Jailbreak (1984).
Nel maggio del 1977, dopo aver registrato Let There Be Rock, Evans fu licenziato dalla band per "differenze musicali" e per degli scontri avuti con Angus. Fu rimpiazzato da Cliff Williams. Quell'anno Evans disse in un'intervista che Williams lo rimpiazzò perché aveva più esperienza con il basso rispetto a lui. Inoltre Malcolm gli disse che avevano bisogno di un bassista che sapesse anche cantare. L'ultimo concerto di Evans con la band fu in Germania nel 1977.

### Dopo gli AC/DC
Dopo aver lasciato gli AC/DC, Evans suonò in diverse band, tra cui il gruppo hard rock Finch (a.k.a. Contraband), dal giugno 1977 fino al 1979. Suonò, anche se per poco tempo, con i Cheetah nel 1980 e con gli Swanee nel 1982. Evans entrò a fare parte del gruppo heavy metal, Heaven nel settembre 1983, come chitarrista rimpiazzando Mick Cocks (ex-Rose Tattoo), ma se ne andò a luglio del 1984. Evans apparse nei video promozionali di Rock School e Where Angels Fear to Tread. Il gruppo aprì i concerti dei Mötley Crüe durante il loro tour 'Shout at the Devil', dei Kiss nel loro tour 'Unmasked' e dei Black Sabbath durante il periodo di Ian Gillan. Evans si esibì con l'ex cantante dei Buffalo Dave Tice in diversi gruppi: Headhunter, Dave Tice Band e Tice & Evans. DIventò anche membro dei The Party Boys all'inizio degli anni '90. Dave Tice e Mark Evans rilasciarono il loro album più recente 'Brothers In Arms' attraverso le etichette Lungata Records e MGM Distribution il 27 ottobre 2011.
Nel novembre del 2002, fu annunciato che gli AC/DC sarebbero stati introdotti nella Rock and Roll Hall of Fame nel 2003, tra cui gli ex-membri Mark Evans e Bon Scott; tuttavia sei settimane il nome di Evans fu tolto inspiegabilmente. Nel gennaio 2003, Peter Holmes, scrivendo per il The Sun-Herald, disse che Evans fu devastato da questo avvenimento. Paul Cashmere di Undercover notò che otto canzoni su ventotto nella set-list del tour Stiff Upper Lip del gruppo, fatto tra il 2000 e il 2001, furano registrate originalmente con Evans. Quindi Cashmere non riuscì a capire perché il suo nome fu ritirato "nonostante la posizione importante di Mark nella band nel loro periodo migliore". Secondo Eduardo Rivadavia di AllMusic, a Evans fu "crudelmente negata l'introduzione nella Rock & Roll Hall of Fame nel 2003 assieme agli altri membri della band".
La biografia di Mark Evans, Dirty Deeds: My Life Inside/Outside of AC/DC, fu pubblicata nel Nord America nel dicembre del 2011 da Bazillion Points.
Nell'agosto del 2017 fu annunciato che Evans entrò ufficialmente nei Rose Tattoo come bassista permanente.

## Discografia Parziale

### Con gli AC/DC
- TNT (1975)
- High Voltage (1976)
- Dirty Deeds Done Dirt Cheap (1976)
- Let There Be Rock (1977)
- '74 Jailbreak (1984)

### Con i Finch
- Nothing to Hide (1978)

### Con i Contraband
- Contraband (1979)

### Con i Dave Tice & Mark Evans
- Brothers in Arms (2011)